# Ditchingham
Ditchingham is een civil parish in het bestuurlijke gebied South Norfolk, in het Engelse graafschap Norfolk met 1635 inwoners.